# Танкер «Дербент» (фільм)
«Танкер „Дербент“» (рос. «Танкер „Дербент“») — український радянський художній фільм 1941 року режисера Олександра Файнциммера за однойменною повістю Юрія Кримова.

## Сюжет
1937 рік. Портове місто на Каспії. На заводі після ремонту випускається новий танкер — «Дербент». За успіхи в ремонті хвалять бригаду Басова, якого і призначають механіком на танкер. На танкері кульгає дисципліна, танкер часто спізнюється і недовиконує норму, а моряки з конкуруючого судна «Агамалі» називають моряків «Дербента» тихоходами і «трунами на мокрому місці». Басов і моряки вирішують влаштувати змагання з «Агамалі». «Дербенту» вдається вирватися вперед у змаганні. Раптом на судно приходить повідомлення про те, що «Агамалі» зазнав аварії біля острова Чечень і його потрібно взяти на буксир...

## У ролях
- Олексій Краснопольський — механік Олександр Басов
- Анатолій Горюнов — капітан Кутасов
- Костянтин Михайлов — старший помічник Касацький
- Петро Кирилов — помполіт Бредіс
- Василь Меркур'єв —  боцман Догайло
- Іван Кузнецов — моторист Гуссейн
- Тамара Бєляєва — Муся
- А. Жиготська — Жєня
- Лідія Сухаревська — буфетниця Віра
- Костянтин Сорокін — моторист
- Еммануїл Геллер — моторист
- Петро Гофман — моторист
- Андрій Мірошниченко — моторист
- Юхим Копелян — рублевий
- Андрій Сова — матрос Алексєєв
- В епізодах: Іона Бій-Бродський, Л. Кравицький, Степан Крилов, Олександр Ларіков, Олександр Кулаков, Д. Маслюков, Г. Станкевич, Павло Шпрингфельд, Олександр Гречаний

## Творча група
- Сценарій: Сергій Єрмолінський
- Режисер-постановник: Олександр Файнциммер
- Оператор-постановник: Сергій Іванов
- Художник-постановник: Михайло Юферов
- Композитор: Гаврило Попов
- Текст пісень: Павло Арманд
- Звукооператор: Леон Канн
- Старший асистент режисера: В. Вікторов
- Асистент з монтажу: Г. Аксельрод
- Комбіновані зйомки: Григорій Айзенберг
- Художник по гриму: Володимир Талала
- Директор картини: Михайло Шор